# منطقة كوبورغ
مِنْطَقَة كُوبُورَغٌ (بالأَلمانِيَّة: Landkreis Coburg) هِي دائِرَة أَلمانِيَّة تَّابعة لمُحافظة فرانكُونيا العُليا فِي وِلاَية باڤارِيا فِي جُمهُوريَّة أَلمَانيَا الاِتّحاديّة. وتضُمّ مِنطقَة كُوبُورَغٌ أَربع مُدُن، وثلَاث عَشرة بَلدَة، وثَلَاث بلدَات حُرَّة بمِساحة تُقَدَّر بحَوالَي 591 كم2.

## معرض الصُور

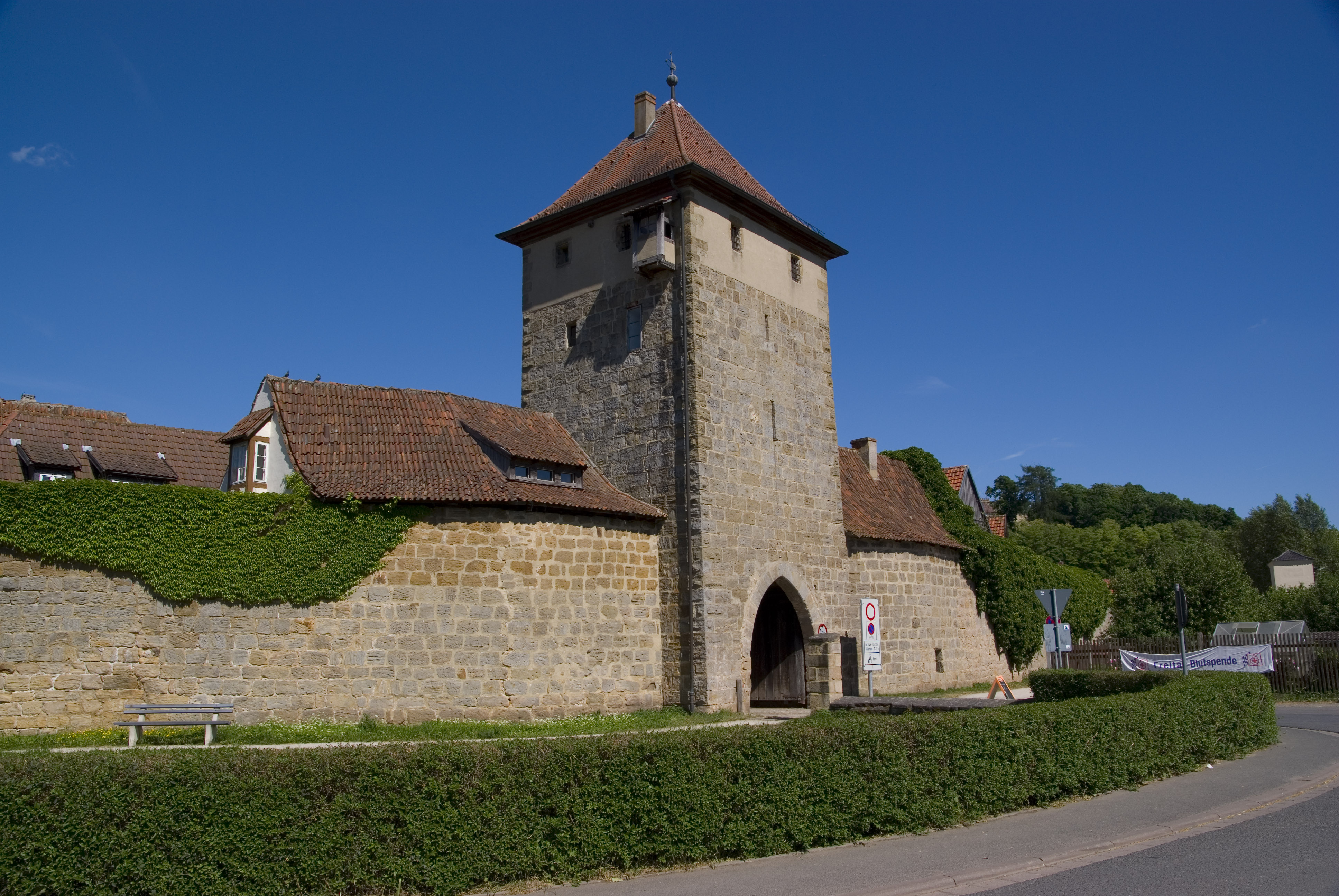
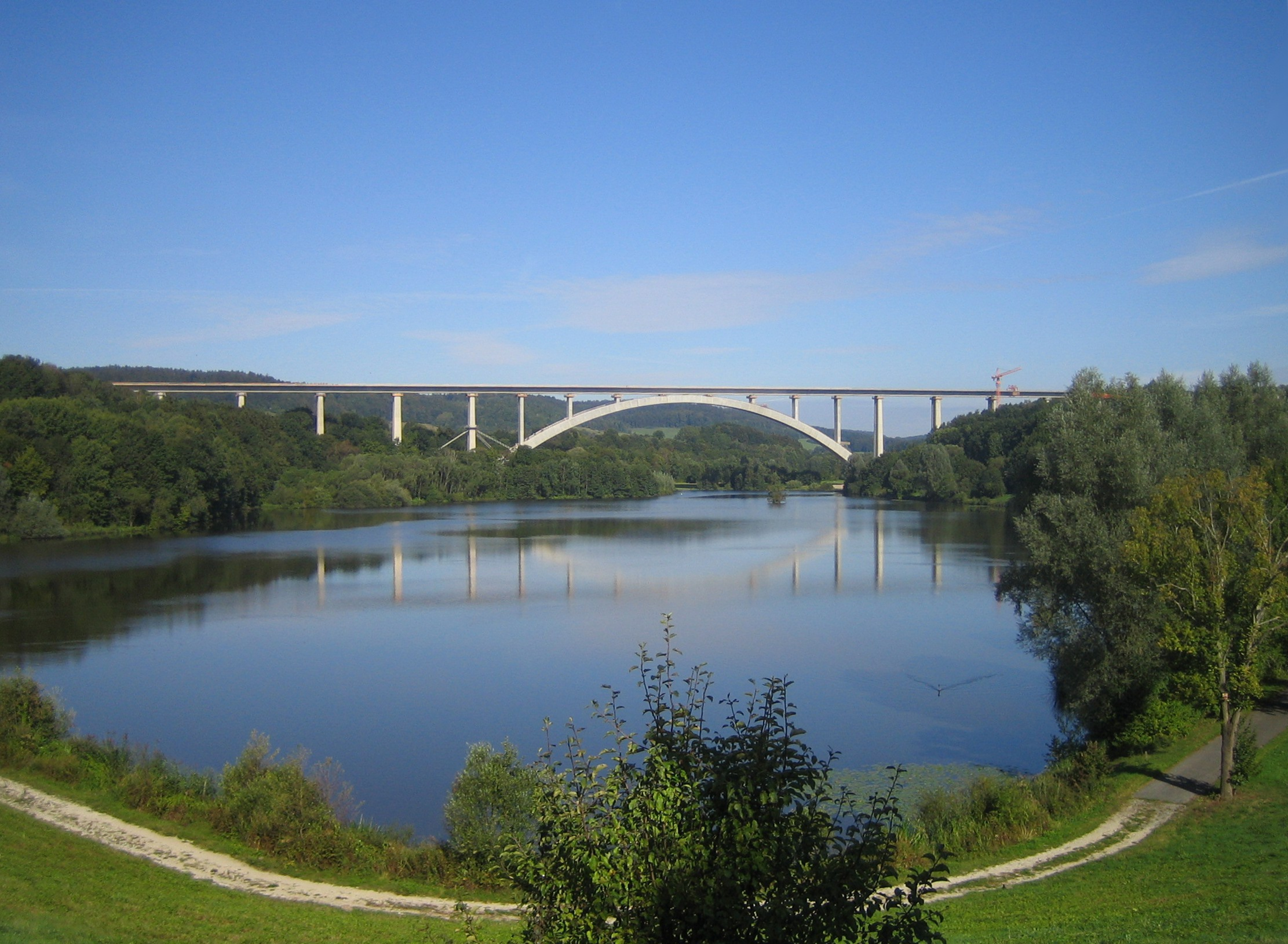
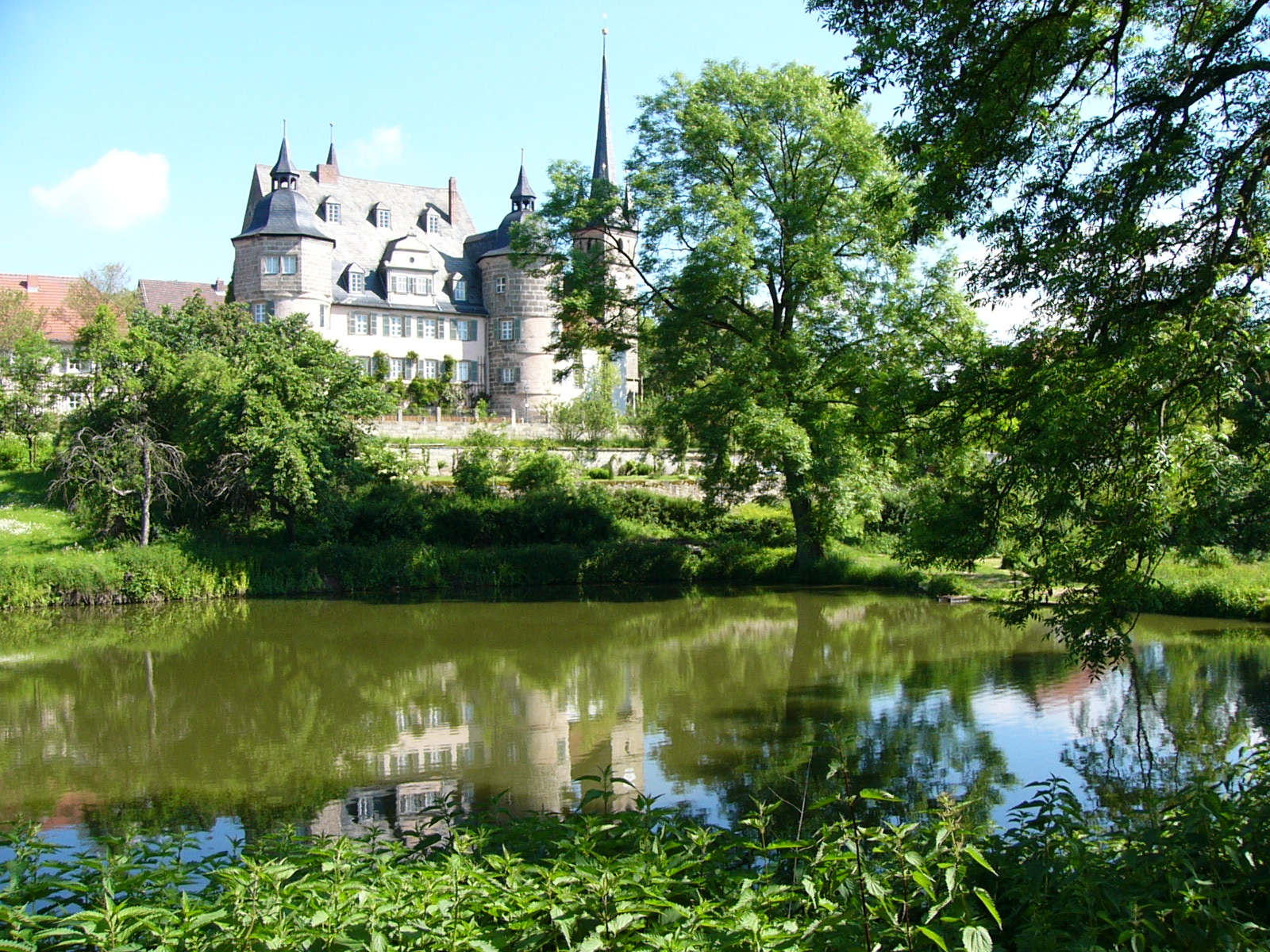
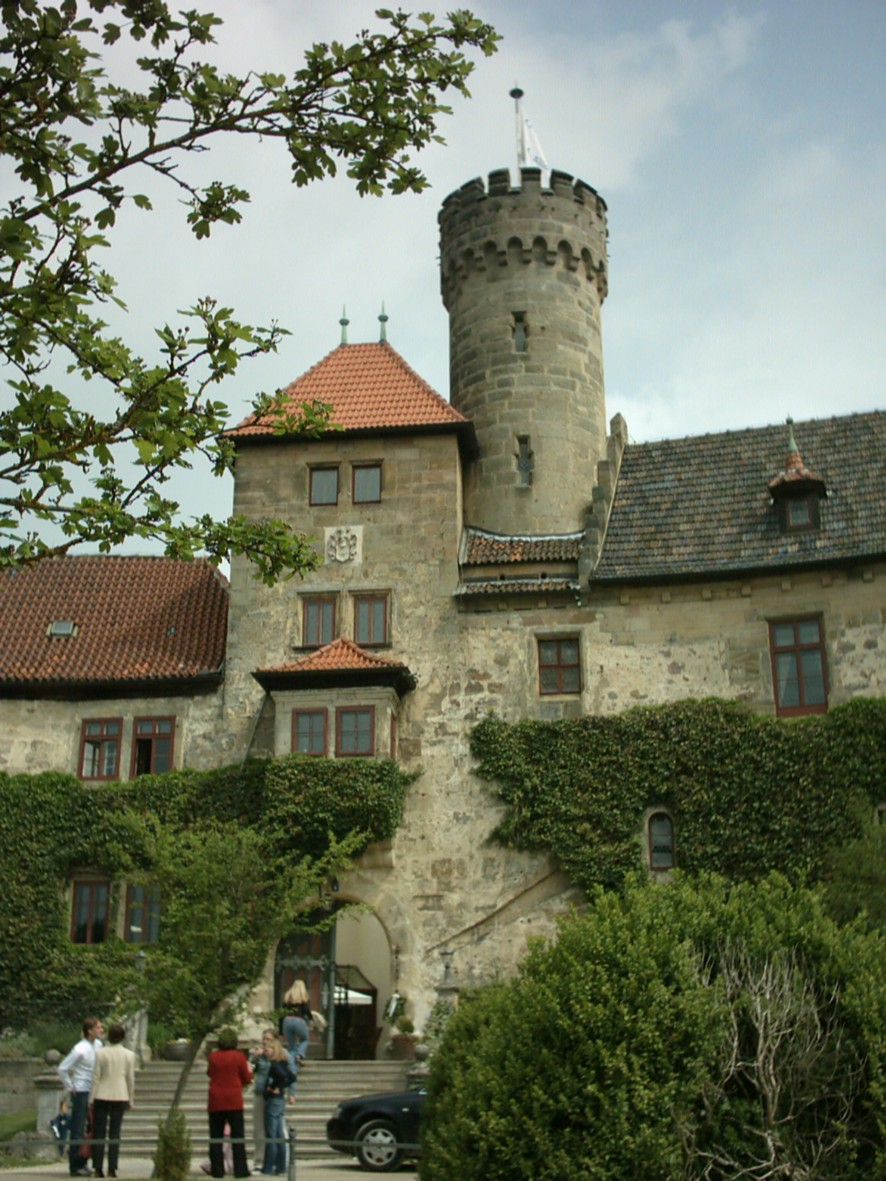

## التّقسِيمات الإِدارِيّة
تضُمّ مِنطقَة كُوبُورَغٌ أَربع مُدُن، وثلَاث عَشرة بَلدَة، وثَلَاث بلدَات فِي المجَال الإِدارِيِّ الحُرَّ بمِساحة تُقَدَّر بحَوالَي 591 كم2. وهي كالتَّالي:

### المُدُن
| اِسم المدِينة               | ٱلِٱسم بالأَلمانِيَّة          | عَدد السُكَّان | المِساحَة (كم²) |
| ------------------------- | ------------------------- | ---------- | ------------- |
| مدِينة بَاد غُودآَخْ           | Stadt Bad Rodach          | 6٬352      | 78            |
| مدِينة نُويشَتَادت بَآي كُوبُورَغٌ | Stadt Neustadt bei Coburg | 15٬181     | 61            |
| مدِينة غُودِينتَآل            | Stadt Rödental            | 13٬115     | 50            |
| مدِينة زِيسلَآَخْ              | Stadt Seßlach             | 3٬939      | 72            |

### البلدَات
| اِسم البلدَة                | ٱلِٱسم بالأَلمانِيَّة                  | عَدد السُكَّان | المِساحَة (كم²) |
| ------------------------- | --------------------------------- | ---------- | ------------- |
| بَلْدَة أهُورن                | (Gemeinde Ahorn (Landkreis Coburg | 4٬190      | 20            |
| دُورفلِيس-إِسْبَآَخْ             | Gemeinde Dörfles-Esbach           | 3٬662      | 4             |
| بَلْدَة إِبِيرسدُورف بَآي كُوبُورَغٌ | Gemeinde Ebersdorf bei Coburg     | 5٬908      | 27            |
| بَلْدَة غرُوسهَايرَات           | Gemeinde Großheirath              | 2٬611      | 22            |
| بَلْدَة چرُوب أَم فُورِست        | Gemeinde Grub am Forst            | 2٬836      | 12            |
| بَلْدَة إِيتزغِرُونِد            | Gemeinde Itzgrund                 | 2٬286      | 33            |
| لاوترتال                  | (Gemeinde Lautertal (Oberfranken  | 4٬310      | 30            |
| بَلْدَة مِيّدِير                | Gemeinde Meeder                   | 3٬727      | 73            |
| بَلْدَة نِيديرفُولبَآَخْ          | Gemeinde Niederfüllbach           | 1٬578      | 3             |
| بَلْدَة سُونِّيفِيلِد             | Gemeinde Sonnefeld                | 4٬800      | 35            |
| اُونتِيرزِيمآُو               | Gemeinde Untersiemau              | 4٬107      | 21            |
| بَلْدَة ڤَآيْدهَآُوزِن بَآي كُوبُورَغٌ | Gemeinde Weidhausen bei Coburg    | 3٬170      | 10            |
| بلدة ڤايترأمسدورف         | Gemeinde Weitramsdorf             | 4٬962      | 34            |

### البلدَات الحُرَّة
| اِسم البلدَة                  | ٱلِٱسم بالأَلمانِيَّة                       | المِساحَة (كم²) |
| --------------------------- | -------------------------------------- | ------------- |
| بَلْدَة كَالِينبِيرغٌيِر فُورِست-ڤِيست | Gemeindefreies Callenberger Forst-West | 2             |
| بَلْدَة جِيلِنهَآُوزِن              | Gemeindefreies Gellnhausen             | 3             |
| بَلْدَة كُولِنهُولِز               | Gemeindefreies Köllnholz               | 1             |

## مَراجع
1. 1 2 3  GeoNames (بالإنجليزية), 2005, QID:Q830106
2. 1 2 3 4  Bayerisches Landesamt für Statistik, ed. (Dezember 1964), Amtliches Ortsverzeichnis für Bayern (بالألمانية), München, QID:Q15717656 {{استشهاد}}: تحقق من التاريخ في: |publication-date= (help)
3. ↑  مكتب ولاية بافاريا للإحصاء والبيانات، المحرر (1952)، Amtliches Ortsverzeichnis für Bayern (1952)، ميونخ، QID:Q15721756{{استشهاد}}:  صيانة الاستشهاد: مكان بدون ناشر (link)
4. ↑  Bayerisches Landesamt für Statistik, ed. (1928), Ortschaften-Verzeichnis für den Freistaat Bayern (بالألمانية), München, QID:Q23942332{{استشهاد}}:  صيانة الاستشهاد: مكان بدون ناشر (link)
5. ↑  Bayerisches Landesamt für Statistik, ed. (1991), Amtliches Ortsverzeichnis für Bayern (بالألمانية), München: Bayerisches Landesamt für Statistik, p. 29, QID:Q15707237
6. ↑  GeoNames (بالإنجليزية), 2005, QID:Q830106

## وُصلات خارجيّة
- الصّفحة الرّسميّة لِمِنطقة كُوبُورَغٌ (بالألمانية)